# Mouïakan
Le Mouïakan (en russe : Муякан) est une rivière de Russie qui coule en république autonome de Bouriatie en Sibérie orientale. C'est un affluent de la Mouïa en rive gauche, donc un sous-affluent de la Léna par la Mouïa puis par le Vitim.

## Géographie
Le Mouïakan a une longueur de 92 kilomètres. Son bassin versant a une superficie de 3 400 km2 (surface de taille équivalente au canton suisse de Vaud).
Son débit moyen à l'embouchure est de 45 m3/s. 
Le Mouïakan est un important torrent de montagne. Il prend naissance sur le flanc sud du massif montagneux Severomouisk (altitude maximale de 2500 m) qui fait partie du système des monts Stanovoï. Peu après sa naissance, la rivière prend la direction du nord-est et coule ainsi parallèlement - au nord-ouest - à la Mouïa. En fin de parcours, son cours s'incurve vers l'est-sud-est, et elle conflue bientôt avec la Mouïa, moins de cinq kilomètres en amont de la localité d'Oulan Makit, à une altitude de 511 mètres.

## Le Mouïakan et la Magistrale Baikal-Amour
Le Mouïakan est longé par la voie ferrée Magistrale Baïkal-Amour (ou BAM) sur la plus grande partie de son parcours. La voie traverse la rivière à plusieurs reprises.
À l'ouest de la vallée, la ligne s'engage dans le tunnel Severomouïski, long de 15 343 mètres, qui donne accès au bassin du lac Baïkal. À l'est elle débouche dans la vallée de la Mouïa, rivière qu'elle franchit bientôt avant de traverser le Vitim peu après. 

## Hydrométrie - Les débits mensuels à Lapro
Le débit du Mouïakan a été observé pendant 16 ans (durant la période allant de 1975 à 1990) à Lapro, localité située à quelque 39 kilomètres de sa confluence avec la Mouïa et à 580 mètres d'altitude. 
Le débit annuel moyen ou module observé à Lapro durant cette période était de 34,4 m3/s pour une surface de drainage de 2 500 km2, soit plus ou moins 73 % du bassin versant total de la rivière qui en compte environ 3 400. La lame d'eau d'écoulement annuel dans le bassin se montait ainsi à 434 millimètres, ce qui est élevé et résulte des précipitations assez abondantes dans les monts Iablonovy.
Les crues du Mouïakan se déroulent tardivement, fin de printemps-été, en juin surtout et en juillet, et résultent de la fonte progressive des neiges et des glaces de l'hiver. En août et en septembre, le débit baisse, et cette baisse se poursuit lentement jusqu'au début de l'hiver, qui débute en octobre. Ce mois-là le débit chute assez fort, débutant ainsi la saison des basses eaux. Celles-ci sont liées à l'hiver russe et à ses importantes gelées ; la rivière atteint alors son minimum, ou étiage, période allant de décembre à avril inclus. 
Le débit moyen mensuel du Mouïakan observé en février (minimum d'étiage) est de 6,36 m3/s, soit un peu plus de 5 % du débit moyen du mois de juin, maximum de l'année (117 m3/s), ce qui souligne des variations saisonnières d'amplitude assez modérée, du moins pour la Sibérie orientale et le bassin de la Léna qui connait en général des écarts bien plus élevés. Ces écarts de débit mensuel peuvent cependant être plus importants d'après les années : sur la durée d'observation de 16 ans, le débit mensuel minimal a été de 2,73 m3/s en mars 1982, tandis que le débit mensuel maximal s'élevait à 171 m3/s en juin 1986.
En ce qui concerne la période libre de glace (de juin à septembre inclus), le débit minimal observé a été de 23,4 m3/s en juillet 1987, année de sécheresse dans la région, ce qui restait cependant presque abondant.   